# À la recherche de l’Égypte oubliée
À la recherche de l’Égypte oubliée est une monographie illustrée sur l’histoire de la redécouverte de l’Égypte antique et de l’égyptologie, écrite par l’égyptologue Jean Vercoutter et parue chez Gallimard en 1986. 
L’ouvrage s’adresse au grand public et inaugure la collection « Découvertes Gallimard », qui reste depuis en tête des ventes, et a reçu un prix littéraire de la Fondation de France en 1987.

## Introduction
Cet ouvrage en format poche (125 × 178 mm) fait partie de la série Archéologie dans la collection « Découvertes Gallimard », c’est-à-dire, on s’intéresse ici à la redécouverte de l’Égypte pharaonique, de la période gréco-romaine au XXe siècle ; et l’histoire de l’égyptologie, de sa naissance à son essor, mais non à l’histoire de l’Égypte antique.
Ne s’adressant objectivement pas aux spécialistes du domaine, l’opus de l’égyptologue lillois révèlent les grands moments des découvertes archéologiques en Égypte et les noms qui ont été à jamais liés aux découvertes les plus spectaculaires : Mariette, Maspero, Carter, Montet…
Selon la tradition des « Découvertes », cette collection repose sur une abondante documentation iconographique et une manière de faire dialoguer l’iconographie documentaire et le texte, enrichie par une impression sur papier couché. En d’autres termes, « de véritables monographies, éditées comme des livres d’art ». C’est presque comme un « roman graphique », rempli de planches en couleurs.
Cet opus est l’une des cinq meilleures ventes des « Découvertes », édité à deux cent trente mille exemplaires et qui se serait vendu à plus de cinq cent mille exemplaires dans le monde au 2001. Il a été traduit dans de nombreuses langues, et réédité à plusieurs reprises. Les éditions rééditées subissent une cure d’amaigrissement, de deux cent vingt quatre à cent soixante pages. Une nouvelle édition est parue en 2007, à l’occasion des 20 ans des « Découvertes ». Une édition numérique pour iPad a été lancée en 2012, et une version enrichie.

## Contenu

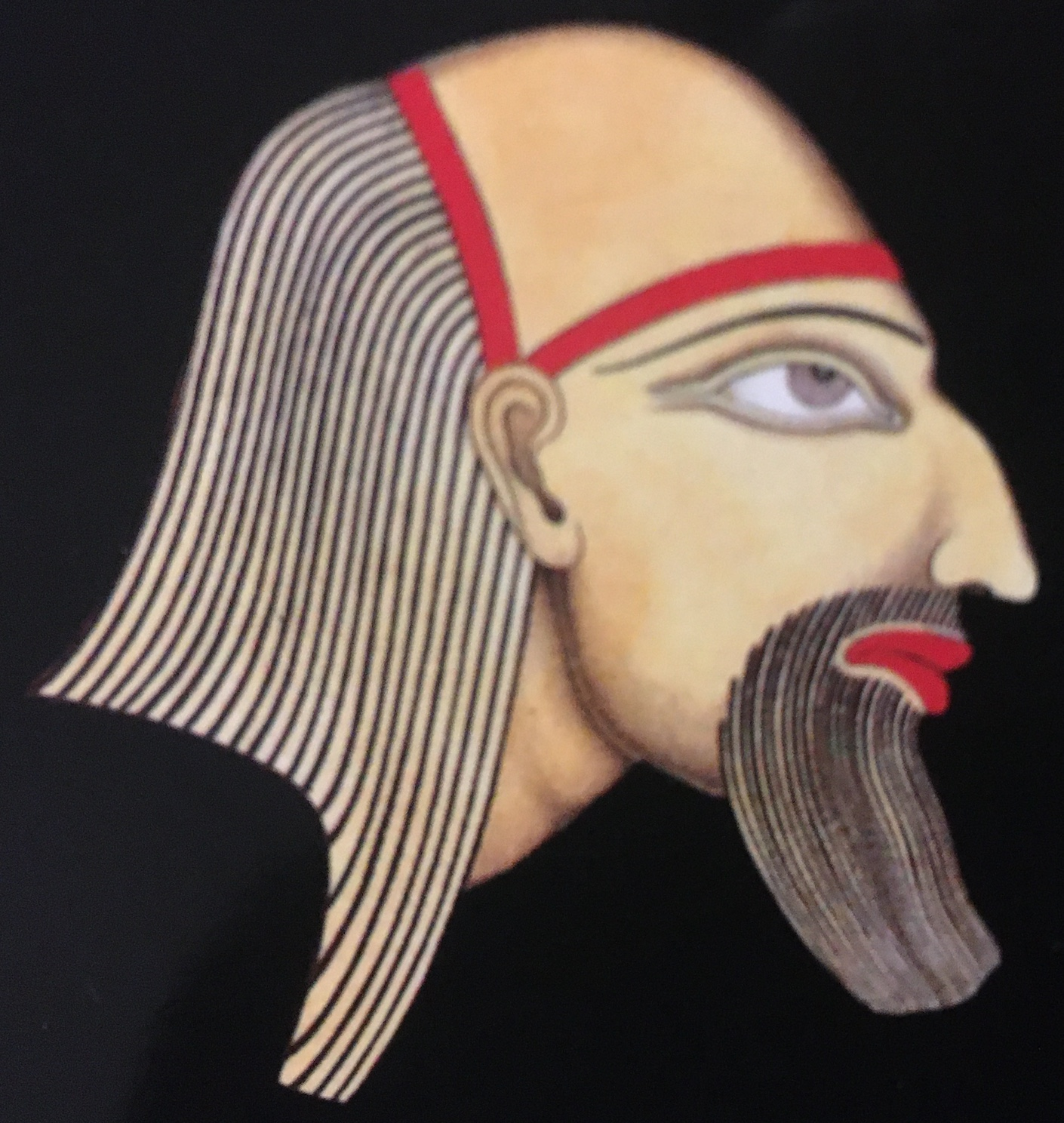
Dessin extrait de Monuments d’Égypte et de Nubie, de Champollion, reproduit sur la quatrième de couverture.

## Contenu[n 1]
« Un monde de pierres. Pierres des pyramides, pierres des temples, pierres des statues. Noyées dans le sable, enlisées, oubliées. Un monde de signes. Signes gravés, signes peints. Mystérieux, incompris. Un monde qui va reprendre vie sous le regard, le crayon, la truelle de voyageurs, d’aventuriers, de savants, d’archéologues. Un monde qui va enfin dévoiler ses secrets, en 1822, grâce à Jean-François Champollion. »

— Jean Vercoutter, À la recherche de l’Égypte oubliée

### Le corpus
- Pré-générique (p. 1–9)

une succession d’illustrations pleine page accompagnées de textes, réalisées par Dominique Thibault, d’après des reliefs peints de l’Égypte antique, comme le relief représentant Ramsès III dans la tombe de son fils Amonherkhépeshef (p. 9), entre autres.

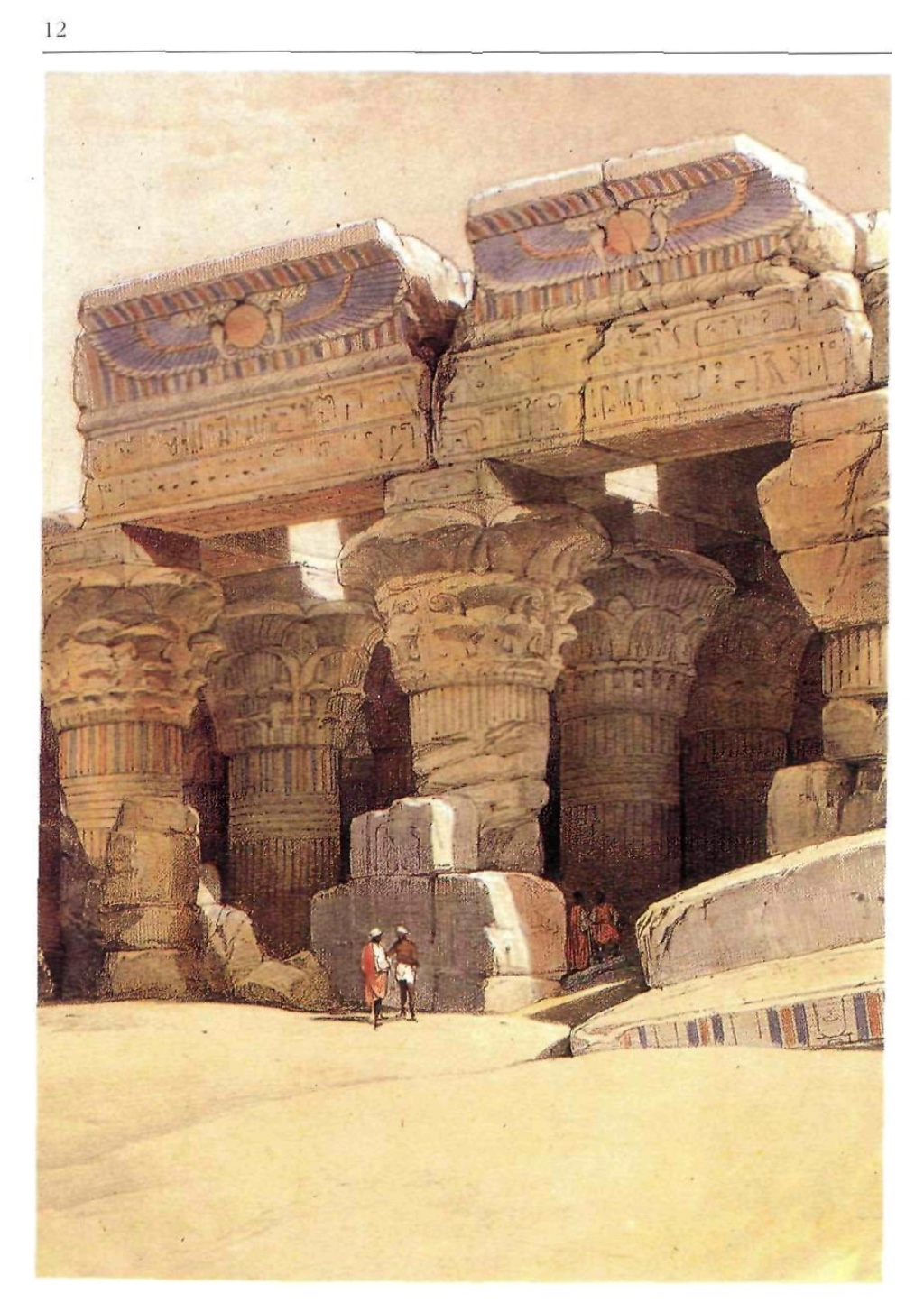
La page 12 : le temple de Kôm Ombo, Egypt and Nubia de David Roberts, 1846–49.

- Chapitre premier : « La Disparition de l’Égypte des Pharaons » (p. 13–17)

évoquant les événements déplorables que furent la destruction de la bibliothèque d’Alexandrie (Il a déclaré qu’il y avait sept cent mille volumes) et du temple de Sérapis dans la même ville, se perdant dans l’un des textes précieux qui pourraient clarifier les lacunes qui aujourd’hui subsister sur l’histoire de l’Égypte pharaonique. Heureusement, d’autres sources sont restées disponibles, la Bible étant l’une d’entre elles, comme le mentionne bien l’auteur.
- Chapitre II : « Les Voyageurs de l’Antiquité » (p. 19–27)

rappelle le voyage et les textes d’Hérodote, « le voyageur par excellence », suivi plus tard par Diodore de Sicile, Strabon (très intéressé par le culte des animaux) et Plutarque (qui nous a légué sa version du mythe d’Osiris et d’Isis, inspiré du texte de Manéthon, puis conservé dans une copie ptolémaïque). Aussi les empereurs romains Hadrien et Septime Sévère sont inclus dans la liste des illustres voyageurs du pays du Nil, précédés par l’aristocrate Germanicus, membre de la famille impériale à l’époque de Tibère (Ier siècle après Jésus-Christ).
- Chapitre III : « Croisés, moines et curieux au fil du Nil » (p. 29–51)

rappelant une époque pendant laquelle l’Égypte musulmane s’est pratiquement fermée à l’Occident chrétien. Il est vrai qu’à l’époque des croisades, certains textes sont apparus qui ont légèrement soulevé le manteau islamique qui couvrait la région historique, mais en tout cas les rares voyageurs ne sont pas passés au sud du Caire. Ainsi, « aucun des récits du Ier siècle au XIVe siècle ne sont comparables à ceux des Anciens » — c’est qu’à l’époque personne ne savait lire les textes hiéroglyphiques. Jusqu’au début du XIXe siècle, des visiteurs plus ou moins illustres suivirent (le dominicain Vansleb, Jean de Thévenot, Benoît de Maillet, Claude Sicard, Claude-Étienne Savary, comte Volney), avec un accent particulier sur le général Bonaparte à la tête de son armée et ses sages.
- Chapitre IV : « Aventuriers et voleurs » (p. 53–85)

L’expédition de Bonaparte amènera la publication de deux ouvrages notables comme résultat plus fructueux : le Voyage dans la Basse et la Haute Égypte, de Vivant Denon, et la Description de l’Égypte. Et c’est alors que l’Égypte devint, pourrait-on dire, à la mode, se prêtant l’environnement à l’émergence de l’égyptomanie et, bien plus important encore, de l’égyptologie : « De 1802 à 1830, une dizaine de voyageurs de grand valeur, français, allemands, anglais, suisses, viennent voir sur place les merveilles révélées par le Voyage et la Description. » L’auteur évoque alors l’action des consuls européens et de leurs hommes actifs engagés dans l’obtention d’antiquités (le géant Belzoni en faisait partie), utilisant parfois des procédés plus proches de la proie et du pillage que de la prospection minutieuse. À l’époque de l’archéologie héroïque et désordonnée, il était naturel que cela se produise.
- Chapitre V : « L’Ère des savants » (p. 87–99)

avec l’accent attendu donné à Jean-François Champollion, qui a su anticiper les efforts de plusieurs concurrents (l’Anglais Thomas Young, le Suédois Åkerblad et le Français Silvestre de Sacy). Les grands noms liés à la phase post-champollionique sont Karl Lepsius, fondateur de l’égyptologie allemande et Wilkinson, qui peut être considéré comme le fondateur de l’égyptologie anglaise. Ils sont rejoints par le Français Prisse d’Avesnes, qui a envoyé une série d’antiquités égyptiennes dans son pays.
- Chapitre VI : « Les Archéologues au secours de l’Égypte » (p. 101–111)

Après plusieurs décennies de pillage effréné, de destruction de monuments, de mépris du compte rendu minutieux des découvertes, les archéologues au secours de l’Égypte arrivent. Parmi ceux-ci, l’activité digne d’Auguste Mariette est mise en évidence, qui finira par mourir en Égypte, occupant le poste élevé de directeur du Service des Antiquités (mamur), Gaston Maspero, son successeur, l’Allemand Brugsch, se distingue.
- Chapitre VII : « L’Égypte retrouvée » (p. 113–127)

évoque les travaux de Howard Carter dans la vallée des Rois (tombeau de Toutânkhamon) et de Pierre Montet à Tanis (tombes des pharaons des XXIe et XXIIe dynasties — Amenemopet, Psousennès Ier, Sheshonq II), déjà dans la première moitié du XXe siècle. Si les découvertes des tombes de Toutânkhamon et de Psousennès avaient la projection internationale qui est connue, la vérité est que pratiquement chaque année de nouvelles découvertes ont été mises au jour, dont beaucoup ne sont connues que des équipes de travail, les savants, et les lecteurs de revues spécialisées à thème égyptologique. À un bon rythme, même aujourd’hui les découvertes se poursuivent, explorant méthodiquement les sites archéologiques existant non seulement en Égypte mais en Nubie : de cette manière « les philologues, les épigraphistes, les historiens peuvent se pencher sur les documents mis au jour » — est-ce que « l’égyptologie a dépassé le stade de l’enfance, elle entre dans sa maturité ».
- Dépliants au détour de la p. 128, d’une vue panoramique
  - Philæ, aquarelle de Sir John Gardner Wilkinson
  - Carte d’Égypte dessinée par Dominique Thibault
  - Philæ, aquarelle de Sir John Gardner Wilkinson

### Témoignages et documents

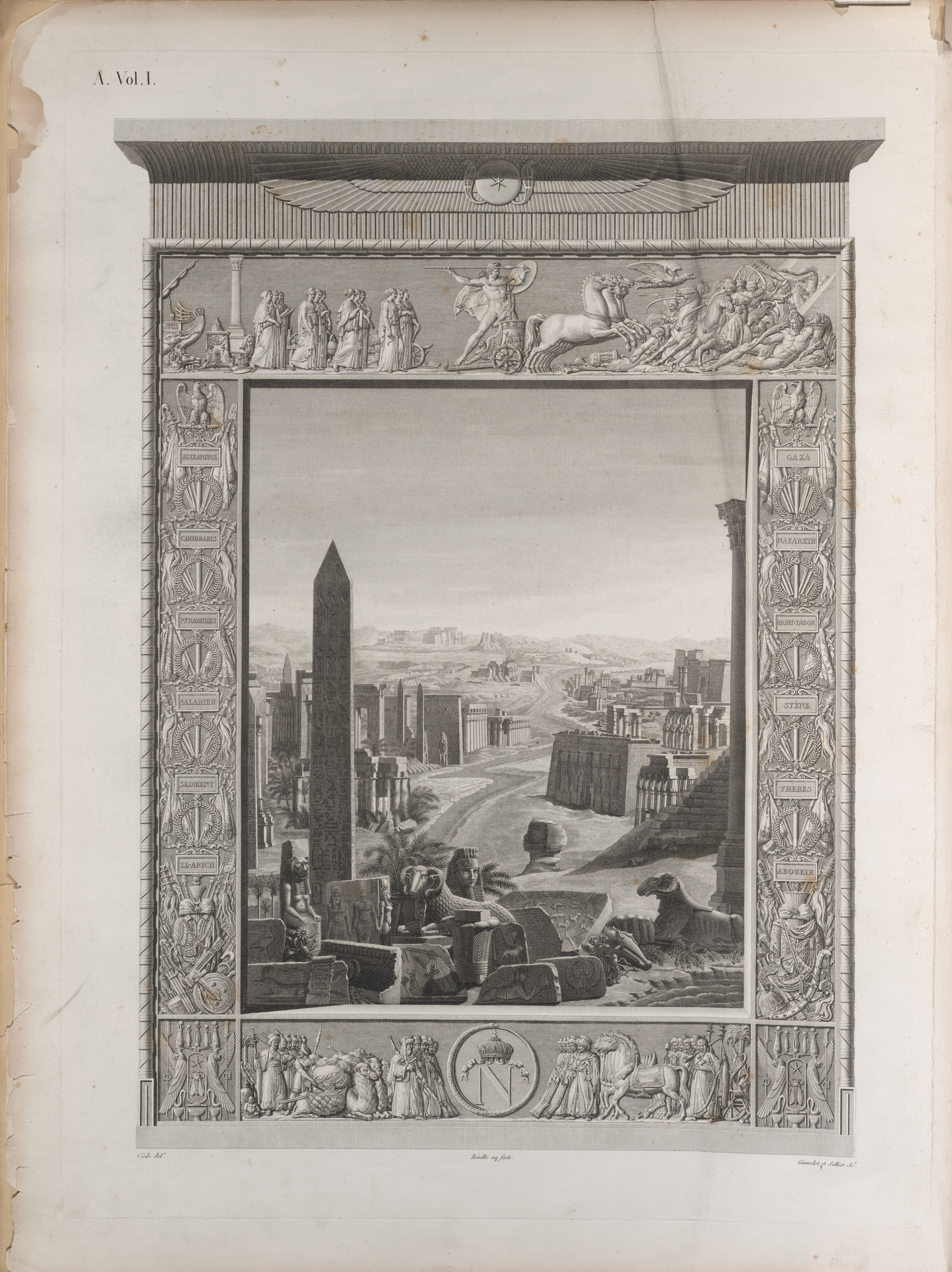
Le frontispice de la Description de l’Égypte, reproduit à la p. 139.

La deuxième partie du livre, les « témoignages et documents » (p. 129–213), toujours en noir et blanc, à la différence du corpus en couleur, fonctionne comme une anthologie contenant des extraits de textes de Jean Tulard sur la campagne de Bonaparte en Égypte, de Chateaubriand (Itinéraire de Paris à Jérusalem), Flaubert (Voyage en Orient), Maxime Du Camp (Souvenirs littéraires), Fromentin (Voyage en Égypte), Mark Twain (Le Voyage des innocents), Pierre Loti (La Mort de Philæ), Mariette (Le Sérapéum de Memphis).
En plus de ces grands noms de voyageurs d’Orient, les textes des égyptologues modernes tels que Claude Traunecker et Jean-Claude Golvin (sur les travaux de restauration du temple de Karnak) et Jean Vercoutter lui-même sur le sauvetage d’Abou Simbel, entre autres. L’un des derniers dossiers, « Les mystères des pyramides », comprend également des références à des bandes dessinées dont l’Égypte est le thème (Astérix, Tintin, et Blake et Mortimer), le transport des obélisques égyptiens vers l’Europe, l’inauguration du canal de Suez, le traitement radical que la momie de Ramsès II attaqué par des fungi, les tentatives renouvelées (et, à ce jour, toujours peu concluantes) de « découvrir » le « secret » de la Grande Pyramide, les principales œuvres d’art de la collection égyptienne du musée du Louvre, et cetera.
L’ouvrage se termine par les grandes divisions chronologiques de l’histoire de l’Égypte, avec une « table des illustrations » et un index.

#### Différences entre les éditions
Trois éditions sont parues jusqu’en 2007, les rééditions subissent une cure d’amaigrissement, de deux cent vingt quatre pages en 1986 à cent soixante pages en 2007, en raison d’une reformulation introduite dans les « témoignages et documents ». Si les couvertures sont légèrement différentes uniquement en ce qui concerne la couleur et la typographie du titre, la différence entre les dos et les quatrièmes de couverture est évidente, et aussi quelques mises en page (en particulier l’habillage d’illustration et la typographie). Les dépliants sont également supprimés dans l’édition parue en 2007.
- Témoignages et documents (p. 129–213) et Annexes (p. 214–222)

| Première édition                                                            | Réédition de 1998                                    | Réédition de 2007                                    |
| --------------------------------------------------------------------------- | ---------------------------------------------------- | ---------------------------------------------------- |
| 1. La campagne d’Égypte (p. 130–137)                                        | –                                                    | –                                                    |
| 2. La Description de l’Égypte (p. 138–141)                                  | 1. « La Description de l’Égypte » (p. 130–133)       | 1. « La Description de l’Égypte » (p. 130–131)       |
| 3. Le style « retour d’Égypte » (p. 142–143)                                | –                                                    | –                                                    |
| 4. Le long voyage des obélisques (p. 144–149)                               | 2. L’obélisque de Louqsor (p. 134–137)               | –                                                    |
| 5. L’inauguration du Canal de Suez (p. 150–151)                             | –                                                    | –                                                    |
| 6. Le voyage en Orient (p. 152–157)                                         | –                                                    | 2. Le voyage en Orient (p. 132–135)                  |
| 7. Des Américains à l’assaut des pyramides (p. 158–159)                     | 4. Voyageurs en Égypte (p. 142–145)                  | –                                                    |
| 8. Un officier de marine à Philæ (p. 160–161)                               | Dans le dossier 4                                    | Dans le dossier 2                                    |
| 9. Le Sérapéum de Memphis (p. 162–165)                                      | 3. Le Sérapéum de Memphis (p. 138–141)               | 3. Le Sérapéum de Memphis (p. 136–139)               |
| 10. La résurrection de Karnak (p. 166–171)                                  | 5. La résurrection de Karnak (p. 146–153)            | 5. La résurrection de Karnak (p. 142–145)            |
| 11. La renaissance de Philæ (p. 172–173)                                    | –                                                    | –                                                    |
| 12. Le sauvetage d’Abou Simbel (p. 174–181)                                 | 6. Le sauvetage d’Abou Simbel (p. 154–155)           | 4. Le sauvetage d’Abou Simbel (p. 140–141)           |
| 13. Histoires de pillages… (p. 182–185)                                     | –                                                    | –                                                    |
| 14. L’Égyptologie aujourd’hui (p. 186–187)                                  | 7. L’archéologie égyptienne aujourd’hui (p. 156–161) | 6. L’archéologie égyptienne aujourd’hui (p. 146–151) |
| 15. La journée d’un archéologue (p. 188–189)                                | –                                                    | –                                                    |
| 16. La nouvelle vie de Ramsès II (p. 190–193)                               | –                                                    | –                                                    |
| 17. Les mystères des pyramides (p. 194–199)                                 | –                                                    | –                                                    |
| 18. Sur la piste de Chéops (p. 200–205)                                     | –                                                    | –                                                    |
| 19. L’Égypte au musée du Louvre (p. 206–213)                                | 8. L’Égypte au musée du Louvre (p. 162–167)          | –                                                    |
| Les grandes divisions chronologiques de l’histoire de l’Égypte (p. 214–216) | –                                                    | –                                                    |
| Table des illustrations (p. 217–220)                                        | Table des illustrations (p. 170–173)                 | Table des illustrations (p. 154–157)                 |
| Index (p. 221–222)                                                          | Index (p. 173–175)                                   | Index (p. 157–159)                                   |
| Remerciements/Crédits photographiques (p. 223)                              | Crédits photographiques (p. 175)                     | Crédits photographiques (p. 159)                     |
| Table des matières (p. 224)                                                 | Table des matières (p. 176)                          | Sommaire (p. 10)                                     |
| –                                                                           | Bibliographie (p. 168–169)                           | Bibliographie (p. 153–154)                           |

## Accueil
Le site Babelio confère au livre une moyenne de 3,58/5 basée sur 25 notes. Sur le site Goodreads, le livre obtient une note moyenne de 3,81 sur 5, sur la base de 123 notes, indiquant des avis généralement positifs.
Dans sa critique du livre pour la revue scientifique Cadmo (no 3) de l’Institut oriental de l’université de Lisbonne, l’égyptologue portugais Luís Manuel de Araújo (pt) écrit : « De la part de l’éminent et expérimenté Jean Vercoutter, on ne s’attendrait à rien d’autre : un ouvrage bien conçu et le mieux réalisé, avec un excellent texte et une richesse de belles illustrations, mis à la disposition d’un vaste public désireux de connaître le legs de la civilisation pharaonique et, de plus (car un voyage en Égypte ne sera pas accessible à tous), désireux de parcourir mentalement la vallée du Nil où une telle civilisation a porté ses fruits. […] Ce beau volume des éditions Gallimard est apprécié pour l’excellente sélection d’images qui accompagne abondamment le texte : certaines des illustrations appartiennent à des ouvrages classiques du début de l’égyptologie, comme la Description de l’Égypte, les Denkmäler aus Aegypten und Aethiopien de Lepsius, Egypt and Nubia de David Roberts, entre autres. La bonne impression que laisse l’ouvrage n’est pas obscurcie par l’apparition de minuscules anomalies, comme c’est le cas de l’allusion, dans une légende, au pharaon Séthi Ier lorsque le monarque représenté sur l’image est Ramsès II, comme on peut le conclure par les noms encadrés (p. 92) ; la référence au nom divin de Khourou au lieu de Khonsou lors de la mention du temple de cette divinité lunaire à Karnak (p. 210); le nom d’Horus Kaa, de la Ire dynastie, réduit à Ka (p. 214) et le nom du pharaon Amenemhat, de la XIIe dynastie, mal orthographié Amenhemat (p. 214) naturellement en raison de l’échec des services de révision. Il est plus désagréable de rencontrer, en évoquant l’archéologie égyptienne, l’absence inexplicable du célèbre égyptologue anglais Flinders Petrie, qui est venu introduire de nouvelles méthodes de prospection et d’enregistrement des découvertes dans la recherche archéologique et qui rencontre ses contemporains Maspero, Erman et Reisner (également omis). »
Dans la revue scientifique História: Questões & Debates de l’université fédérale du Paraná, Johnni Langer écrit dans sa critique Os mistérios do Egito antigo : « Le récent lancement Em busca do Egito esquecido (l’édition brésilienne d’À la recherche de l’Égypte oubliée) est un fait à célébrer. Tant pour le savoir prodigieux de l’auteur Jean Vercoutter que pour la qualité graphique de l’ouvrage, qui faisait à l’origine partie de la collection d’archéologie du Gallimard. Le récit accessible du texte nous conduit d’abord à la fin du paganisme occidental, au IVe siècle après Jésus-Christ, lorsque la connaissance des hiéroglyphes a été perdue. […] Bien plus que le contenu textuel, la plus grande importance du livre en question est sa structure iconographique, véritable délice d’œuvres extrêmement importantes pour l’historien intéressé à approfondir l’imagerie de l’archéologie. C’est à travers les images que l’on peut voir la vraie force, le vrai potentiel symbolique de l’Égypte pour les Européens. Aucune civilisation n’a réussi à réunir autant de sensations, de telles différences dans les perceptions visuelles et le contenu symbolique de la culture matérielle. […] L’une des seules faiblesses du livre était qu’il comprenait peu d’images de l’Écossais David Roberts, le plus important peintre de thèmes archéologiques du XIXe siècle. Vercoutter n’a sélectionné que quatre tableaux, qui ne parviennent pas à présenter au lecteur la grandeur de l’œuvre de l’Écossais. Peut-être à cause de la renommée de ce voyageur-artiste, avec ses peintures sur de nombreux sites web et dans plusieurs ouvrages de vulgarisation en France. Dans tous les cas, le livre de Vercoutter contient également du matériel qui n’est pas largement diffusé, comme les merveilleuses aquarelles de Nestor L’Hôte, qui a accompagné Champollion dans son voyage en Égypte. Le Philæ, 1845, peu connu, actuellement conservé au Musée du Louvre, est doublement important : il nous donne l’impression de représenter le camp d’expédition, en plus de représenter dans des tons forts et vibrants les couleurs originelles du célèbre temple d’Isis ».
L’égyptologue russe Victor Solkin (en) écrit dans sa critique : « Le livre est laconique, rempli de faits intéressants et d’illustrations merveilleuses, parfois d’images très rares. [...] En général, nous avons devant nous un guide miniature de l’histoire de l’archéologie égyptienne, qui présentera tout le panorama de l’interaction culturelle entre le pays des pyramides et l’Europe au lecteur qui ne connaît pas l’Égypte. »

## Éditions internationales
Le livret a également connu un succès international, grâce à des traductions en plus de vingt langues.
| Titre                                       | Traduction littérale                                                    | Langue               | Pays                         | Collection (numéro dans la collection)                              | Éditeur                                                      | Traducteur                              | Année de première parution | ISBN                                      |
| ------------------------------------------- | ----------------------------------------------------------------------- | -------------------- | ---------------------------- | ------------------------------------------------------------------- | ------------------------------------------------------------ | --------------------------------------- | -------------------------- | ----------------------------------------- |
| À la recherche de l’Égypte oubliée          | –                                                                       | Français de France   | France                       | Découvertes Gallimard (no 1)                                        | Éditions Gallimard                                           | –                                       | 1986                       | (ISBN 9782070530281)                      |
| The Search for Ancient Egypt                | « La recherche de l’Égypte antique »                                    | Anglais britannique  | Royaume-Uni                  | New Horizons (sans numéro)                                          | Thames & Hudson                                              | Ruth Sharman                            | 1992                       | (ISBN 9780500300138)                      |
| The Search for Ancient Egypt                | « La recherche de l’Égypte antique »                                    | Anglais américain    | États-Unis                   | Abrams Discoveries (sans numéro)                                    | Harry N. Abrams                                              | Ruth Sharman                            | 1992                       | (ISBN 9780810928176)                      |
| Egipto, tras las huellas de los faraones    | « L’Égypte, sur les traces des pharaons »                               | Espagnol d'Espagne   | Espagne                      | Aguilar Universal (no 1)                                            | Aguilar, S. A. de Ediciones (es)                             | María Aurora Coco, José Manuel Revuelta | 1989                       | (ISBN 9788403600553)                      |
| Egipto, tras las huellas de los faraones    | « L’Égypte, sur les traces des pharaons »                               | Espagnol             | Espagne, Amérique hispanique | Biblioteca de bolsillo CLAVES (no 4)                                | Ediciones B                                                  | María Aurora Coco                       | 1997                       | (ISBN 9788440677075)                      |
| L’antico Egitto: archeologia di una civiltà | « L’Égypte antique : archéologie d’une civilisation »                   | Italien              | Italie                       | Universale Electa/Gallimard (no 1)                                  | Electa/Gallimard                                             | Micaela Zucconi                         | 1992                       | (ISBN 9788844500016)                      |
| Em busca do Egito esquecido                 | « À la recherche de l’Égypte oubliée »                                  | Portugais brésilien  | Brésil                       | Descobertas (sans numéro)                                           | Editora Objetiva (pt)                                        | Ana Maria Roiter                        | 2002                       | (ISBN 9788573023534)                      |
| Ägypten – Entdeckung einer alten Welt       | « L’Égypte – la découverte d’un monde antique »                         | Allemand             | Allemagne                    | Abenteuer Geschichte (no 1)                                         | Ravensburger Buchverlag                                      | Barbara Sulzer                          | 1990                       | (ISBN 9783473510016)                      |
| Op zoek naar het vergeten Egypte            | « À la recherche de l’Égypte oubliée »                                  | Néerlandais          | Pays-Bas                     | Fibula Pharos (sans numéro)                                         | Fibula-Van Dishoek                                           | Marianne Gossije                        | 1990                       | (ISBN 9789026941283)                      |
| Op zoek naar het vergeten Egypte            | « À la recherche de l’Égypte oubliée »                                  | Néerlandais          | Belgique                     | Standaard Ontdekkingen (sans numéro)                                | Standaard Uitgeverij                                         | Marianne Gossije                        | 1990                       | (ISBN 9789002180330)                      |
| På leting etter det glemte Egypt            | « À la recherche de l’Égypte oubliée »                                  | Norvégien            | Norvège                      | Horisont-bøkene (no 4)                                              | Schibsted                                                    | Kjell Olaf Jensen                       | 1990                       | (ISBN 9788251613309)                      |
| På spaning efter det glömda Egypten         | « À la recherche de l’Égypte oubliée »                                  | Suédois              | Suède                        | En värld av vetande (sans numéro)                                   | Berghs förlag (sv)                                           | Marie Berthelius, Jenny Berthelius      | 1991                       | (ISBN 9789150210750)                      |
| Udforskningen af det gamle Egypten          | « L’exploration de l’Égypte antique »                                   | Danois               | Danemark                     | Ny viden om nyt og gammelt (no 2)                                   | Roth                                                         | Karen-Vibeke Saggau                     | 1993                       | (ISBN 9788789005812)                      |
| Egypt znovu nalezený                        | « L’Égypte retrouvée »                                                  | Tchèque              | République tchèque           | Horizonty (sans numéro)                                             | Nakladatelství Slovart (cs)                                  | Jitka Minaříková                        | 1995                       | (ISBN 9788085871128)                      |
| Egypt znovu objavený                        | « L’Égypte retrouvée »                                                  | Slovaque             | Slovaquie                    | Horizonty (sans numéro)                                             | Vydavateľstvo Slovart                                        | Marián Minárik                          | 1995                       | (ISBN 9788071451563)                      |
| W poszukiwaniu starożytnego Egiptu          | « À la recherche de l’Égypte antique »                                  | Polonais             | Pologne                      | Krajobrazy Cywilizacji (sans numéro)                                | Wydawnictwo Dolnośląskie (pl)                                | Maciej G. Witkowski                     | 1995                       | (ISBN 83-7023-327-9) (ISBN 83-7023-377-5) |
| Iskanje pozabljenega Egipta                 | « La recherche de l’Égypte oubliée »                                    | Slovène              | Slovénie                     | Mejniki (sans numéro)                                               | DZS (sl)                                                     | Metka Čeligoj                           | 1994                       | (ISBN 9788634112559)                      |
| Užmiršto Egipto beieškant                   | « À la recherche de l’Égypte oubliée »                                  | Lituanien            | Lituanie                     | Atradimai Baltos lankos (no 5)                                      | Baltos lankos (en)                                           | Violeta Tauragienė                      | 1999                       | (ISBN 9789955000273)                      |
| Egiptul: Tărâmul uitat                      | « L’Égypte : la terre oubliée »                                         | Roumain              | Roumanie                     | Découvertes Univers: Colecțiile Cotidianul. Enciclopedica (vol. II) | Editura Univers (ro) (en collaboration avec Cotidianul (ro)) | Vasile Savin                            | 2007                       | (ISBN 9781602570214)                      |
| Unutulmuş Mısır’ın İzinde                   | « À la recherche de l’Égypte oubliée »                                  | Turc                 | Turquie                      | Genel Kültür Dizisi (sans numéro)                                   | Yapı Kredi Yayınları                                         | Ali Berktay                             | 2003                       | (ISBN 9789750806032)                      |
| В поисках потерянного Египта                | « À la recherche de l’Égypte perdue »                                   | Russe                | Russie                       | Открытие (sans numéro)                                              | AST (en)                                                     | Inconnu                                 | 2005                       | (ISBN 9785170276585)                      |
| أسرار مصر المنسية                           | « Les secrets oubliés de l’Égypte »                                     | Arabe libanais       | Liban                        | اكتشافات غاليمار (sans numéro)                                      | Dar Al Majani                                                | Diana Abi Abboud Issa                   | 2011                       | (ISBN 9789953164472)                      |
| 古代エジプト探検史                          | « L’histoire de l’exploration de l’Égypte antique »                     | Japonais             | Japon                        | 知の再発見 (no 2)                                                   | Sōgensha (ja)                                                | Motoko Fukuda                           | 1990                       | (ISBN 9784422210520)                      |
| 古埃及探祕：尼羅河畔的金字塔世界            | « La quête de l’Égypte antique : le monde des pyramides au fil du Nil » | Chinois traditionnel | Taïwan                       | 發現之旅 (no 2)                                                     | China Times Publishing (zh)                                  | Yuetian Wu                              | 1994                       | (ISBN 9789571300610)                      |
| 古埃及探秘：尼罗河畔的金字塔世界            | « La quête de l’Égypte antique : le monde des pyramides au fil du Nil » | Chinois simplifié    | Chine                        | 发现之旅 (no 2)                                                     | Shanghai Bookstore Publishing House                          | Yuetian Wu                              | 1998                       | (ISBN 9787806224571)                      |
| 잊혀진 이집트를 찾아서                      | « À la recherche de l’Égypte oubliée »                                  | Coréen               | Corée du Sud                 | 시공 디스커버리 (no 2)                                              | Sigongsa (en)                                                | Sook-ja Song                            | 1995                       | (ISBN 9788972591641)                      |